# Axel Smith
Axel Smith (ur. 27 czerwca 1986 w Ystad) – szwedzki szachista i sędzia szachowy, arcymistrz od 2016 roku.

## Kariera szachowa
W 2006 r. zdobył tytuł mistrza Szwecji juniorów oraz reprezentował Szwecję na mistrzostwach świata juniorów do 20 lat w Erywaniu. Wielokrotnie startował w finałach indywidualnych mistrzostw Szwecji, największy sukces odnosząc w 2012 r. w Falun, gdzie zdobył brązowy medal. 
W 2007 r. podzielił II m. (za Peterem Vavrákiem, wspólnie z m.in. Anthonym Wirigiem) w otwartym turnieju Tatry Open w Tatrzańskich Zrębach. W 2009 r. zajął III m. (za Nilsem Grandeliusem i Hansem Tikkanenem) w turnieju Schackstudions IM w Lund. W 2010 r. zajął II m. (za Bartłomiejem Heberlą) w turnieju WSB CUP GM we Wrocławiu. W 2011 r. zajął III m. (za Emanuelem Bergiem i Jonem Ludvigiem Hammerem) w turnieju Manhem Chess Week GM w Göteborgu. W 2012 r. reprezentował Szwecję na rozegranej w Stambule szachowej olimpiadzie. W 2013 r. zdobył w Køge tytuł mistrza krajów nordyckich, zajmując II m. za Jurijem Sołodowniczenko. W 2014 r. zajął II m. (za Laurentem Fressinetem) w turnieju Sigeman & Co w Malmö.
Najwyższy ranking w dotychczasowej karierze osiągnął 1 sierpnia 2012 r., z wynikiem 2503 punktów zajmował wówczas 10. miejsce wśród szwedzkich szachistów.

## Publikacje
- Pump Up your Rating, Quality Chess, 2013, ISBN 978-1-907982-73-6[9]